# Навик
Навикът е рутинно поведение, повтарящо се регулярно.. Обичайното поведение понякога може да остане незабелязано за човека, за когото е характерно, защото често е ненужно да се изпада в самоанализи, когато се вършат рутинни задачи. Навикът е изключително проста форма на ученето, в която организмът след период на излагане на стимули спира да отговаря на тези стимули по различни начини. Навиците са понякога принудителни.